# Zagrody (gromada w powiecie opolsko-lubelskim)
Zagrody – dawna gromada, czyli najmniejsza jednostka podziału terytorialnego Polskiej Rzeczypospolitej Ludowej w latach 1954–1972.
Gromady, z gromadzkimi radami narodowymi (GRN) jako organami władzy najniższego stopnia na wsi, funkcjonowały od reformy reorganizującej administrację wiejską przeprowadzonej jesienią 1954 do momentu ich zniesienia z dniem 1 stycznia 1973, tym samym wypierając organizację gminną w latach 1954–1972.
Gromadę Zagrody z siedzibą GRN w Zagrodach (obecnie w granicach Opola Lubelskiego) utworzono – jako jedną z 8759 gromad na obszarze Polski – w powiecie puławskim w woj. lubelskim na mocy uchwały nr 14 WRN w Lublinie z dnia 5 października 1954. W skład jednostki weszły obszary dotychczasowych gromad Zagrody, Wola Rudzka, Zajączków, Trzebiesza, Kazimierzów i Jankowa ze zniesionej gminy Opole Lubelskie oraz obszary dotychczasowych gromad Darowne i Majdan Trzebiesza (bez lasu państwowego Majdan Trzebiesza) ze zniesionej gminy Godów w tymże powiecie. 
13 listopada 1954 gromada weszła w skład nowo utworzonego powiatu opolsko-lubelskiego w tymże województwie, gdzie ustalono dla niej 19 członków gromadzkiej rady narodowej.
1 stycznia 1960 gromadę zniesiono, włączając jej obszar do nowo utworzonej gromady Opole Lubelskie w tymże powiecie.
Uwaga: W terminie od 5 października do 12 listopada 1954 w powiecie puławskim istniały dwie jednostki o nazwie gromada Zagrody. Drugą jednostką była gromada Zagrody. Po przeniesieniu tej pierwszej do powiatu opolsko-lubelskiego z dniem 13 listopada 1954 prawdopodobieństwo pomyłki zmniejszyło się.